# NGC 308
NGC 308 — звезда в созвездии Кит. Она на расстоянии 55 световых лет от NGC 307.
Объект был обнаружен 31 декабря 1866 года ирландским астрономом Робертов Баллом, один из помощников Лорда Росса, с помощью отражающего телескопа с 72-дюймовой апертурой.
При открытии NGC 308 Болл описал обнаруженный объект как слабый относительно NGC 307. Однако, на координатах объекта, полученных им, находится звезда 15-й величины, что  обнаружил Гарольд Корвин. Вероятно, Болл ошибочно принял её за очень маленький туманный объект. «Пересмотренный Новый общий каталог» ошибочно провёл идентификацию NGC 308 с чрезвычайно слабой галактикой-спутником NGC 307, расположенной на 3.0' к юго-западу. Как следствие, NGC 308 необходимо считать не галактикой, а звездой.
Этот объект входит в число перечисленных в оригинальной редакции «Нового общего каталога».